# Kolja Reichert
Kolja Reichert (* 1982 in Starnberg) ist ein deutscher Kunstkritiker, Autor und Kurator. Seit 2023 ist er Präsident der deutschen Sektion der Association Internationale des Critiques d’Art (AICA).

## Leben
Kolja Reichert studierte Philosophie und Neuere deutsche Literatur an der Freien Universität Berlin. Ab 2006 schrieb er regelmäßig in Feuilletons über Musik, Kunst und Stadtentwicklung, anfangs im Tagesspiegel, später auch in Welt am Sonntag, Die Zeit und Weltkunst. In den Jahren 2016/17 verantwortete Reichert die Kunstberichterstattung der Frankfurter Allgemeinen Zeitung in Vertretung für Julia Voss, dann bis 2020 die Kunstberichterstattung der Frankfurter Allgemeinen Sonntagszeitung.
Reichert unterrichtete an der Frankfurter Städelschule, der Berliner Universität der Künste, der Fachhochschule Nordwestschweiz in Basel und der Hochschule für Grafik und Buchkunst Leipzig. 2012 erhielt er den Preis für Kunstkritik der deutschen Kunstvereine und der Art Cologne. 2018 verlieh ihm die Akademie der Künste Berlin den Will-Grohmann-Preis. Im September 2021 erschien sein Buch „Kryptokunst“ in der Reihe Digitale Bildkulturen im Wagenbach Verlag.
Von 2021 bis 2024 war er Programmkurator für Diskurs an der Bundeskunsthalle in Bonn. Seit Januar 2024 ist Reichert leitender Kurator am K21 in Düsseldorf.

## Auszeichnungen
- 2012 erhielt er den Preis für Kunstkritik der deutschen Kunstvereine und der Art Cologne[4]
- 2018: Will-Grohmann-Preis, Akademie der Künste Berlin[5]

## Werke (Auswahl)
- Elbphilharmonie Revisited. Snoeck Verlagsgesellschaft, Köln 2017, ISBN 978-3-86442-204-1
- Krypto-Kunst. Digitale Bildkulturen. Verlag Klaus Wagenbach, Berlin 2021, ISBN 978-3-8031-3711-1
- Kann ich das auch? 50 Fragen an die Kunst. Klett-Cotta, Stuttgart 2022, ISBN 978-3-608-98496-5
- mit Eva Kraus: Alles auf einmal: die Postmoderne, 1967-199.  Hirmer, München 2023, ISBN 978-3-7774-4274-7